# Cucuieți (okręg Bacău)
Cucuieți – wieś w Rumunii, w okręgu Bacău, w gminie Dofteana. W 2011 roku liczyła 2203 mieszkańców.